# Hydraena cultrata
Hydraena cultrata är en skalbaggsart som beskrevs av Perkins 2007. Hydraena cultrata ingår i släktet Hydraena och familjen vattenbrynsbaggar. Inga underarter finns listade i Catalogue of Life.